# Rắn lục nưa
Rắn chàm quạp, hay còn gọi là rắn lục nưa, rắn cà tên, rắn cà tênh, rắn lục Malaysia, danh pháp hai phần: Calloselasma rhodostoma, là một loài rắn độc thuộc chi Calloselasma thuộc phân họ Crotalinae ("rắn hang").

## Đặc điểm nhận dạng

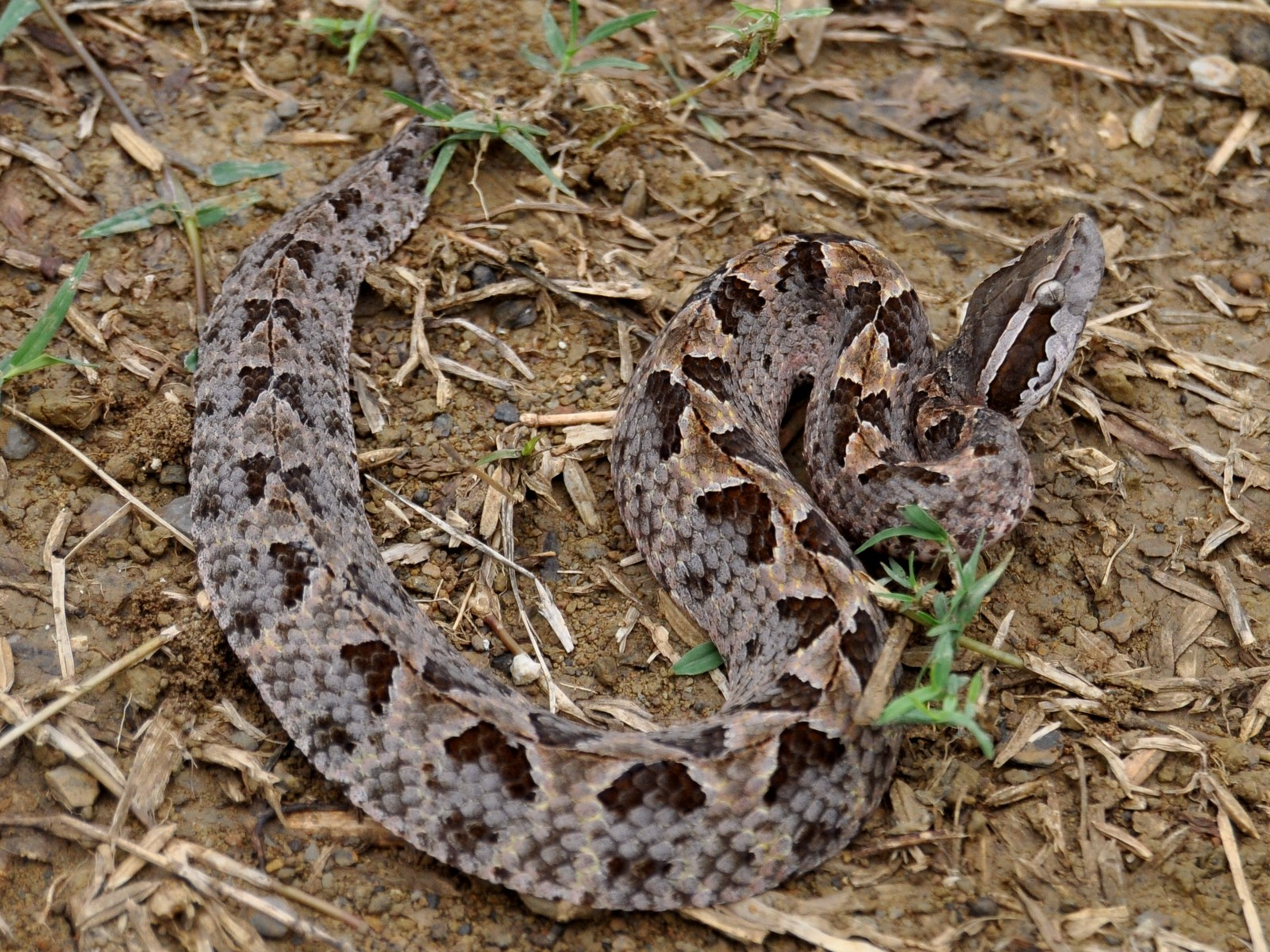
Hình dạng một con rắn chàm quạp.

Rắn có màu nâu hay đỏ nâu dài khoảng 0,2 – 1 m, nặng 100 – 2000g, đầu hình tam giác, dọc theo sống lưng có nhiều hình tam giác màu nâu đối xứng giống cánh bướm. Hoa văn trên thân gồm từ 19 đến 31 dấu hình tam giác sẫm màu trên nền nâu đỏ tía hoặc hung đỏ đậm nhạt. Màu sắc của rắn mới thoạt nhìn giống loài trăn hoa nên người dân dễ nhầm lẫn dẫn đến tai nạn. Rắn thường nằm cuộn tròn trong lá cây khô nên rất khó phát hiện. Sau khi cắn, rắn thường nằm yên tại chỗ, không di chuyển nên được nhận diện dễ dàng.

## Nọc độc
Nọc độc của rắn chàm quạp chủ yếu là các protein gây độc thuộc họ phospholipase A2 (PLA2s), chủ yếu là các enzyme gây độc tế bào và gây ảnh hưởng đến máu. Khi bị trúng độc, con mồi của chúng (chuột, chim, các loài bò sát,...v.v) sẽ bị xuất huyết đến chết. Đối với con người, tỷ lệ tử vong gây ra bởi loài rắn này thường không cao, theo thống kê của bệnh viện Chợ Rẫy, TP. HCM, chỉ có 20% bệnh nhân bị rắn chàm quạp cắn được chuyển về điều trị tại đây tử vong mỗi năm, thường là do nhập viện quá muộn, bị nhiễm trùng do sơ cứu sai cách hay do áp dụng các bài thuốc dân gian, truyền miệng chưa có cơ sở khoa học. Vết cắn của loài này thường gây sưng, phù nề, có bóng nước, xuất hiện bầm máu, hoại tử và xuất huyết rải rác.

## Phân bố
Việt Nam: Nhiều nhất tại Bình Thuận, Ninh Thuận (Nha Hố, Phan Rang), Sông Bé (Bến Cát, Lộc Ninh, Thủ Dầu Một), Bà Rịa – Vũng Tàu, Tây Ninh, Đồng Nai (Biên Hoà, Long Bình, Xuân Lộc), An Giang (Phú Vinh).Thế giới: Loài rắn này được tìm thấy trên khắp Thái Lan và các tiểu bang phía Bắc bán đảo Mã Lai, Lào, Campuchia, Ấn Độ.

## Đặc điểm sinh thái
Là loài ăn đêm và thích độ ẩm cao, thường dùng chiếc đuôi đu đưa để hấp dẫn con mồi. Thức ăn của chúng là các loài bò sát, lưỡng cư, gặm nhấm, một số loài chim sống trên mặt đất. thường tấn công con mồi một cách bất ngờ. Các con cái đẻ tử 13 đến 30 trứng và canh giữ trong suốt khoảng thời gian từ 5 đến 7 tuần lễ ấp trứng. Rắn con dài từ 13 – 20 cm trông giống như rắn trưởng thành. Loài rắn sống trên cạn này thích những khu đất rừng thấp, khô ráo nhưng đã được tìm thấy ở độ cao 2000m.